# Жозе Мануел Баррозу
Жозе́ Мануе́л Дура́у Барро́зу (порт. José Manuel Durão Barroso, МФА: [ʒu'zɛ mɐnu'ɛɫ du'ɾɐ̃ũ bɐ'ʁozu]; нар. 23 березня 1956, Лісабон) — португальський політичний діяч, президент Європейської комісії з 1 листопада 2004 року (офіційно обійняв посаду 23 листопада, змінивши таким чином Романо Проді). Перед тим — міністр закордонних справ Португалії (1992–1995), прем'єр-міністр Португалії (2002–2004).

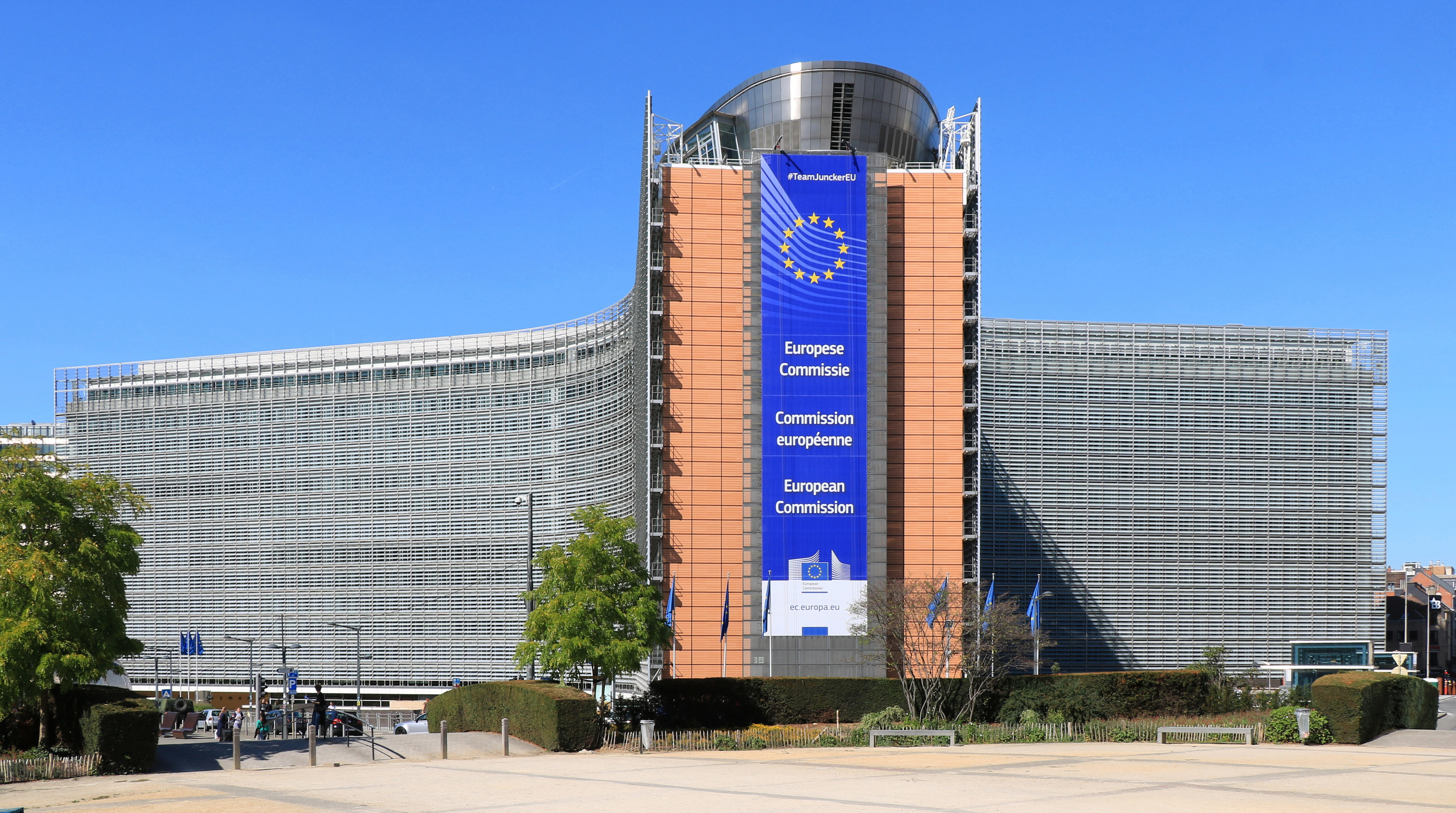
Європейська комісія (Брюссель)

Член Соціал-демократичної партії Португалії з 1980 року, голова партії у 1999—2004 роках.

## Біографія

### Освіта і академічна діяльність
Народився в Лісабоні 23 березня 1956 року. Закінчив з відзнакою юридичний факультет Університету Лісабона, потім також відмінно — факультет економічних і соціальних наук Університету Женеви, захистив там дисертацію на тему «Політична система Португалії в процесі європейської інтеграції». Навчався також на курсах в Колумбійському університеті (Нью-Йорк), університеті Джорджтауна (Вашингтон), Міжнародному університеті (Люксембург) і Європейському університеті (Флоренція). Викладав на юридичному факультеті Університету Лісабона, Університету Женеви. Заснував в 1979 році Асоціацію університетів європейських досліджень. З 1975 по 1976 рік був президентом академічної асоціації юридичного факультету Лісабонського університету.

### Політична кар'єра
У студентські роки — дотримувався лівих поглядів, близьких до маоїстської ідеології. Говорять, що до радикального студентського руху він прилучився після того, як в роки диктатури Антоніу Салазара (скинутої в результаті безкровної революції 1974 року) був побитий один з його улюблених викладачів.
Вступив до Соціал-демократичної партії (PSD) в 1980 році, перебував в Національній раді PSD, входив до складу Комітету з національної політики партії, був со-директором Бюро національних досліджень, головою Комітету у міжнародних справах партії, а в травні 1999 року, на XXII конгресі PSD був обраний головою партії. Переобирався на цю посаду тричі.
Член Європейського руху, починаючи з 1991 року, коли в цій суспільно-політичній організації була відтворена португальська секція. Віцепрезидент Європейської народної партії з 1999 по 2002 рік, віцепрезидент Міжнародної партії демократів-центристів з 2001 року.
Починаючи з 1985 року шість разів обирався до парламенту Португалії, очолював комітет у міжнародних справах парламенту країни з 1995 по 1996 рік. Був призначений державним секретарем з внутрішніх справ в X Конституційному уряді Португалії, державним секретарем у міжнародних справах і співпраці, міністром закордонних справ — в XI й XII Конституційних урядах Португалії.
Став прем'єр-міністром країни у квітні 2002 року, очоливши XV Конституційний уряд Португалії. В дома в Португалії, проте, він непопулярний через свої жорсткі програми скорочення бюджетного дефіциту відповідно до європейського Пакту стабільності та зростання. Але, бувши людиною компромісу, Дурау Баррозу зумів зберегти свою коаліцію і провести ряд непопулярних в народі реформ.
За свою кар'єру він пройшов по всьому політичному спектру — від украй лівого маоїста до правоцентристського прем'єр-міністра, який сповідає дуже ортодоксальну ідеологію вільного ринку.

### Міжнародна активність
Брав участь в багатьох міжнародних політичних місіях, включаючи організацію самовизначення колишньої колонії Португалії Східного Тимору, мирні переговори в Анголі в 1990 і 1991 роках. Очолював Міжнародний інститут демократії й допомоги у виборах (IDEA, Стокгольм). Керував делегацією ООН в Боснії та Герцеговині у вересня 1996 року, був радником ООН в проєкті Мирний процес в Африці (Танзанія) в жовтні 1997 року. Входить до складу різних неформальних груп радників при Генеральному секретарі ООН, включаючи ресурсну групу у справах Демократичної республіки Конго.
Дурау Баррозу виступав за війну в Іраку і напередодні конфлікту запропонував Азори як місце зустрічі президента США Джорджа Буша і прем'єр-міністра Великої Британії Тоні Блера, поставивши таким чином Лісабон поряд з Лондоном і Римом в число членів антисаддамівської коаліції. Проте, йому вдалося зберегти хороші відносини з франко-німецьким табором, і на посаду голови Єврокомісії його підтримав поміж інших і канцлер Німеччини Герхард Шредер.
Дурау Баррозу — переконаний європеєць: він чудово володіє кількома мовами й вважається одним з дуже небагатьох лідерів, здатних добитися підтримки з боку всіх 28 членів Євросоюзу. За визначенням спостерігачів, він політик товстошкірий і дотримується своїх поглядів, не дуже звертаючи увагу на думку про нього громадськості.

### На чолі Єврокомісії
5 липня 2004 його кандидатуру висунули на вакантну посаду Президента Європейської комісії і незабаром він залишив пост прем'єр-міністра Португалії. 23 листопада 2004 Європейський парламент затвердив Баррозу на посаді голови Європейської комісії. Європейська комісія складається із сукупності представників країн-членів Європейського Союзу (один представник від кожної держави ЄС) і займається розглядом питань пов'язаних із розробкою та втілюванням в життя законодавства Євросоюзу.
16 вересня 2009 кандидатуру Баррозу на пост голови повторно схвалив Європейський парламент, передусім голосами європейських консерваторів. Голосування проходило на безальтернативній основі. На підтримку Баррозу проголосували 382 депутати, проти — 219, утрималися — 117. Таким чином, повноваження Баррозу як Президента ЄС були продовжені до жовтня 2014.
В березні 2013 року заступниця Президента Європейській комісії Вівіана Рідинг в інтерв'ю фактично запропонувала висунути Баррозу на безпрецедентний третій строк, що не забороняє законодавство ЄС. У квітні Баррозу відповів, що він зосереджений на своїх обов'язках і про третій строк не думає. Зрештою, Баррозу вирішив не балотуватися втретє.

### Після відставки
Попри постійну критику в пресі, в цілому діяльність Баррозу як голови Єврокомісії оцінюється позитивно. Англійська преса також повідомила, що Баррозу отримав пенсію в еквіваленті £102,000 (щорічно); що він має право на одержання впродовж наступних трьох років матеріальної допомоги у розмірі £290,000-£473,000 для того, щоб адаптуватися до нової для себе фінансової ситуації після втрати зарплатні у розмірі £240,000 (щорічно).
Жозе Мануель Баррозу не повідомив журналістів про те, що він планує робити після 10-річного головування Європейською комісією. Але він зробив декілька заяв, які набули світового резонансу. Так, в інтерв'ю німецькому виданню «нім. Welt am Sonntag» Баррозу сказав, що «уряд Росії протягом п'яти попередніх років отримував детальну інформацію про хід переговорів про асоціацію України з Євросоюзом», і що Президент Росії Путін «до 2012 року не мав жодних заперечень проти приєднання України до ЄС»; говорячи ж про неочікувані наслідки так званої української кризи, Баррозу зробив висновок, що Росія в результаті своїх дій втратила статус світової держави: «Місце Росії посяде Китай і він матиме незрівнянно більший вплив, аніж Москва».

### Особисте
Автор численних публікацій на теми політики, міжнародних відносин, Європейського Союзу.
Одружений з Маргаритою Соуза Ува, має трьох синів, одного онука.

## Нагороди
Жозе Мануель Баррозу одержав численні нагороди та визнання, повний список яких є в його офіційному резюме. Серед них:
- Орден Свободи (Україна) (24 серпня 2015) — за вагомий особистий внесок у зміцнення міжнародного авторитету Української держави, популяризацію її історичної спадщини та сучасних надбань та з нагоди 24-ї річниці незалежності України[11];
- Премія «Квадрига» 2009 року.